# Port lotniczy Szarura
Port lotniczy Szarura (IATA: SHW, ICAO: OESH) – port lotniczy położony w Szarura, w prowincji Nadżran, w Arabii Saudyjskiej.

## Linie lotnicze i połączenia
| Linia Lotnicza | Kierunek                   |
| -------------- | -------------------------- |
| Flynas         | 1. Abha                    |
| Saudia         | 1. Dżudda 2. Rijad 3. Taif |